# ساسي
ساسان يافته (بالفارسية: ساسان یافته)؛ (مواليد 11 نوفمبر 1988)، المعروف باسمه الفني، ساسي (بالفارسية: ساسی)، المعروف سابقًا باسم ساسي مانكان (بالفارسية: ساسی مانکن)، هو مغني وكاتب أغاني إيراني من الأهواز. وصفته رويترز بأنه أحد أشهر المطربين السريين في إيران. أغنية ساسي "Gentleman" لها أكثر من 100 مليون تشغيل على محطة الموسيقى الفارسية راديو جافان.
قبل الانتخابات الرئاسية الإيرانية عام 2009، التقى بالمرشح مهدي كروبي.

## ديسكغرافيا

### ألبومات
- 2014 Eshgh Na Mersi (EP)
- 2016 Bad Salighe
- 2018 إيرانيزة

### أغاني فردية
- 2020 دكتور
- 2019 جنتلمان
- 2018 هالي هالي
- 2018 تشي بيساري
- 2018 تشي أجب
- 2017 هام بادا
- 2017 أوستاد
- 2017 نوش
- سلام 2016
- 2016 Yekam Yekam (مع سحر)
- صاغية 2016
- 2016 Masnuee (مع كوروش موغيمي)
- 2015 اشتيبة
- 2015 حليش خوبي
- 2014 Vaghti Ba Hamdigeim
- 2013 Vay Cheghad Mastam Man
- 2012 خط رو خط
- 2010 IQ 2 ICU
- 2010 Tehrano La (LA) Kon
- 2008 Parmida (Ft Alishmas & Hossein Mokhte (Mokhtari))
- 2006-2007 Samet Diss Track (Ft Mokhte & Yelly & Pishtaz)

## روابط خارجية
- ساسي  على فيسبوك.
- ساسي على إنستغرام
- لوران ديسبوت: Rappeurs sans peur iraniens underground (La Règle du Jeu) باللغة الفرنسية